# Tulumella grandis
Espèce
Tulumella grandis est une espèce de crustacés thermosbaenacés de la famille des Tulumellidae.

## Distribution
Cette espèce est endémique des Bahamas. Elle se rencontre dans les eaux des grottes Lucayan Caverns, Sagittarius Cave, Bahama Cement Cave, Asgard Cave et Lucy's Cave  sur Grand Bahama, Dan's Cave sur Great Abaco et El Dorado Cave sur Andros.

## Description
La femelle décrite par Wagner en 1994 mesure 5 153 µm.

## Publication originale
- Rager, 1988 : Tulumella grandis and T. bahamensis, two new species of thermosbaenacean crustaceans (Monodellidae) from anchialine caves in the Bahamas. Stygologia, vol. 3, no 4, p. 373-382.